# Асдрубал Пінто де Уліссеа
Асдрубал Пінто де Уліссеа (31 жовтня 1927, Педрас-ді-Фогу, Бразилія) — бразильський дипломат. Надзвичайний і Повноважний Посол Бразилії в Києві (Україна).

## Біографія
Народився 31 жовтня 1927 року в Педрас-ді-Фогу, Бразилія. Бакалавр юридичних та соціальних наук.
З 1958 по 1961 — 3-й секретар посольства Бразилії в Джакарті (Індонезія).
З 1961 по 1962 — віце-консул генерального консульства Бразилії в Глазго (Шотландія).
З 1962 по 1963 — Генконсул Барзилії в Бостоні (США).
З 1963 по 1964 — Генконсул Бразилії в Росаріо (Аргентина).
З 1964 по 1967 — заступник начальника цивільного кабінету у справах парламенту адміністрації Президента Бразилії.
З 1967 по 1969 — 1-й секретар, радник у постійному представництві Бразилії при ООН в Нью-Йорці (США).
З 1969 по 1971 — радник, тимчасовий повірений у справах Бразилії в Канберрі (Австралія).
З 1971 по 1987 — співробітник ОАД і МЗС Бразилії.
З 1987 по 1991 — Надзвичайний і Повноважний Посол Бразилії в Тель-Авіві (Ізраїль).
З 1991 по 1992 — Надзвичайний і Повноважний Посол Бразилії на Гавані (Куба).
З 1993 по 1994 — співробітник Міністерства культури Бразилії в Бразиліа.
З 1994 по 1998 — Надзвичайний і Повноважний Посол Бразилії в Києві (Україна).